# Badminton 1990
Höhepunkte des Badmintonjahres 1990 waren die Asienspiele,  die Commonwealth Games, der Thomas Cup und der Uber Cup.
== World Badminton Grand Prix ==
| Veranstaltung       | Herreneinzel           | Dameneinzel         | Herrendoppel                       | Damendoppel                           | Mixed                                |
| ------------------- | ---------------------- | ------------------- | ---------------------------------- | ------------------------------------- | ------------------------------------ |
| Chinese Taipei Open | Eddy Kurniawan         | Chun Sung-suk       | Mark Christiansen Michael Kjeldsen | Gillian Clark Gillian Gowers          | Thomas Lund Pernille Dupont          |
| Japan Open          | Morten Frost           | Huang Hua           | Park Joo-bong Kim Moon-soo         | Yao Fen Lai Caiqin                    | Park Joo-bong Chung Myung-hee        |
| Finnish Open        | Morten Frost           | Pernille Nedergaard | Imay Hendra Bagus Setiadi          | Maria Bengtsson Christine Magnusson   | Thomas Lund Pernille Dupont          |
| Swedish Open        | Liu Jun                | Huang Hua           | Li Yongbo Tian Bingyi              | Huang Hua Zhou Lei                    | Jan-Eric Antonsson Maria Bengtsson   |
| All England         | Zhao Jianhua           | Susi Susanti        | Park Joo-bong Kim Moon-soo         | Chung Myung-hee Hwang Hye-young       | Park Joo-bong Chung Myung-hee        |
| French Open         | Foo Kok Keong          | Hwang Hye-young     | Park Joo-bong Kim Moon-soo         | Chung Myung-hee Hwang Hye-young       | Kim Moon-soo Chung So-young          |
| Australia Open      | Ardy Wiranata          | Susi Susanti        | Jalani Sidek Razif Sidek           | Rhonda Cator Anna Lao                 | He Tim Anna Lao                      |
| Thailand Open       | Sompol Kukasemkij      | Huang Hua           | Park Joo-bong Kim Moon-soo         | Yao Fen Lai Caiqin                    | Park Joo-bong Chung Myung-hee        |
| Malaysia Open       | Rashid Sidek           | Huang Hua           | Park Joo-bong Kim Moon-soo         | Chung Myung-hee Chung So-young        | Park Joo-bong Chung Myung-hee        |
| Indonesia Open      | Ardy Wiranata          | Lee Young-suk       | Razif Sidek Jalani Sidek           | Chung Myung-hee Hwang Hye-young       | Rudy Gunawan Rosiana Tendean         |
| Singapur Open       | Foo Kok Keong          | Tang Jiuhong        | Eddy Hartono Rudy Gunawan          | Gillian Clark Gillian Gowers          | Jan-Eric Antonsson Maria Bengtsson   |
| Dutch Open          | Hermawan Susanto       | Minarti Timur       | Jon Holst-Christensen Thomas Lund  | Lisbet Stuer-Lauridsen Nettie Nielsen | Pär-Gunnar Jönsson Maria Bengtsson   |
| German Open         | Fung Permadi           | Pernille Nedergaard | Ong Ewe Chye Rahman Sidek          | Dorte Kjær Lotte Olsen                | Pär-Gunnar Jönsson Maria Bengtsson   |
| Denmark Open        | Poul-Erik Høyer Larsen | Tang Jiuhong        | Li Yongbo Tian Bingyi              | Lotte Olsen Dorte Kjær                | Thomas Lund Pernille Dupont          |
| Canadian Open       | Fung Permadi           | Vlada Chernyavskaya | Ong Ewe Chye Rahman Sidek          | Denyse Julien Doris Piché             | Bryan Blanshard Denyse Julien        |
| US Open             | Fung Permadi           | Denyse Julien       | Ger Shin-ming Yang Shih-jeng       | Denyse Julien Doris Piché             | Tariq Wadood Traci Britton           |
| Scottish Open       | Ib Frederiksen         | Helen Troke         | Peter Axelsson Pär-Gunnar Jönsson  | Catrine Bengtsson Maria Bengtsson     | Jon Holst-Christensen Grete Mogensen |
| Grand Prix Finale   | Eddy Kurniawan         | Susi Susanti        | Eddy Hartono Rudy Gunawan          | Rosiana Tendean Erma Sulistianingsih  | Thomas Lund Pernille Dupont          |

## Terminkalender
| Veranstaltung                                    | Ort                 | Beginn             | Ende              |
| ------------------------------------------------ | ------------------- | ------------------ | ----------------- |
| Westdeutsche Badmintonmeisterschaft 1990         | Mülheim an der Ruhr | 13. Januar 1990    | 14. Januar 1990   |
| Badminton bei den Commonwealth Games 1990        | Auckland            | 24. Januar 1990    | 3. Februar 1990   |
| Dänische Badmintonmeisterschaft 1990             | Helsingör           | 2. Februar 1990    | 4. Februar 1990   |
| Irish Open 1990                                  | Dublin              | 10. Februar 1990   | 11. Februar 1990  |
| Nordische Badminton-Juniorenmeisterschaft 1990   | Reykjavík           | 2. März 1990       | 4. März 1990      |
| German Juniors 1990                              | Gütersloh           | 3. März 1990       | 4. März 1990      |
| Swedish Open 1990                                | Malmö               | 8. März 1990       | 11. März 1990     |
| Dutch Juniors 1990                               | Haarlem             | 9. März 1990       | 11. März 1990     |
| Iceland International 1990                       | Reykjavík           | 11. März 1990      | 12. März 1990     |
| All England 1990                                 | London              | 14. März 1990      | 17. März 1990     |
| Polnische Badmintonmeisterschaft 1990            | Suwałki             | 16. März 1990      | 18. März 1990     |
| French Open 1990                                 | Paris               | 21. März 1990      | 25. März 1990     |
| Kanadische Badmintonmeisterschaft 1990           | Saskatoon           | 29. März 1990      | 1. April 1990     |
| Slowakische Badmintonmeisterschaft 1990          | Trnava              | 7. April 1990      | 8. April 1990     |
| Badminton-Europameisterschaft 1990               | Moskau              | 8. April 1990      | 14. April 1990    |
| Badminton-Mannschaftseuropameisterschaft 1990    | Moskau              | 8. April 1990      | 14. April 1990    |
| Plume d’Or 1990                                  | Tel Aviv-Jaffa      | 29. April 1990     | 30. April 1990    |
| DDR-Badmintonmeisterschaft 1990                  | Greifswald          | 26. Mai 1990       | 27. Mai 1990      |
| Uber Cup 1990                                    | Tokio               | 30. Mai 1990       | 2. Juni 1990      |
| Thailand Open 1990                               | Bangkok             | 3. Juli 1990       | 8. Juli 1990      |
| Malaysia Open 1990                               | Kuala Lumpur        | 11. Juli 1990      | 15. Juli 1990     |
| Indonesia Open 1990                              | Samarinda           | 18. Juli 1990      | 22. Juli 1990     |
| Singapur Open 1990                               | Singapur            | 24. Juli 1990      | 28. Juli 1990     |
| Jamaikanische Badmintonmeisterschaft 1990        | Kingston            | 1. September 1990  | 2. September 1990 |
| EBU Circuit 1989/90 – Finale                     | Mülheim an der Ruhr | 8. September 1990  | 9. September 1990 |
| Asienspiele 1990/Badminton                       | Peking              | 28. September 1990 | 6. Oktober 1990   |
| German Open 1990                                 | Düsseldorf          | 10. Oktober 1990   | 14. Oktober 1990  |
| Denmark Open 1990                                | Aabenraa            | 24. Oktober 1990   | 28. Oktober 1990  |
| Badminton World Cup 1990                         | Jakarta             | 14. November 1990  | 18. November 1990 |
| Badminton World Cup 1990                         | Bandung             | 14. November 1990  | 18. November 1990 |
| Zentralamerika- und Karibikspiele 1990/Badminton | Mexiko-Stadt        | 27. November 1990  | 3. Dezember 1990  |
| Schweizer Badmintonmeisterschaft 1991            | Burgdorf            | 8. Dezember 1990   | 9. Dezember 1990  |
| World Badminton Grand Prix 1990 (Finale)         | Denpasar            | 12. Dezember 1990  | 16. Dezember 1990 |
| Japanische Badmintonmeisterschaft 1990           | Tokio               | 12. Dezember 1990  | 16. Dezember 1990 |